# Audra (řeka)
Audra je říčka 3. řádu v severovýchodní Litvě, v Aukštaitiji, která se vlévá 19 km na jihovýchod od okresního města Rokiškis do výběžku jezera Sartai jménem Audrakampis (v povodí Šventoji) u vsi Anapolis.
Pramení na severním okraji rašeliniště Varaščinos durpynas na jih od silnice č. 122 Kupiškis - Obeliai, uprostřed cesty mezi městy Rokiškis a Obeliai. Horní tok až do jezera Rokiškėlių ežeras se někdy nazývá Audrupys (neplést s pravým přítokem Audry se stejným nýzvem). Teče zpočátku směrem jižním, protéká rozsáhlým rašeliništěm Varaščinos durpynas, míjí od východu jezero Audrelis, protéká jezerem Rokiškėlių ežeras, po soutoku s pravým přítokem Audrupys se stáčí pozvolným obloukem k západu, ve vsi Audra se stáčí k jihovýchodu a protéká postupně rybníky Beičių II a Beičių I tvenkinys, dále od severu míjí rozsáhlou soustavu sádkových rybníků Aukštakalnių žuvininkystės tvenkiniai, těsně navazující na rybník Beičių I a táhnoucí se až do blízkosti ústí řeky do výběžku jezera Sartai. U vsi Petrešiūnai na severním břehu řeky je další soustava sádkových rybníků Margėnų žuvininkystės tvenkiniai. Jejím středem prochází kanál, spojující nejsevernější ze západních výběžků jezera Sartai s řekou Audra. Dolní tok řeky je dosti bažinatý. Průměrný spád na horním toku je 383 cm/km, na středním toku 110 cm/km a na dolním toku jen 20 cm/km.

## Přítoky
Levé:
| Hydrologické pořadí | Řeka                                                                            | Délka (km) | Povodí (km²) | Vzdálenost od ústí (km) | Ústí kde | Koordináty ústí                  |
| ------------------- | ------------------------------------------------------------------------------- | ---------- | ------------ | ----------------------- | -------- | -------------------------------- |
|                     | Vargupys                                                                        |            |              |                         |          | 55°50′11″ s. š., 25°41′52″ v. d. |
|                     | kanál, spojující nejsevernější ze západních výběžků jezera Sartai s řekou Audra |            |              |                         |          | 55°49′57″ s. š., 25°42′20″ v. d. |

Pravé:
| Hydrologické pořadí | Řeka     | Délka (km) | Povodí (km²) | Vzdálenost od ústí (km) | Ústí kde | Koordináty ústí                  |
| ------------------- | -------- | ---------- | ------------ | ----------------------- | -------- | -------------------------------- |
| 12210114            | Audrupys | 7,6        | 13,1         | 23,5                    | Rageliai | 55°53′13″ s. š., 25°38′10″ v. d. |
| 12210115            | A - 2    |            |              | 18,9                    |          |                                  |

## Jazykové souvislosti
- Obecné slovo audra v litevštině znamená bouře.
- Audra je v Litvě středně časté ženské/dívčí křestní jméno.